# Bruno Müller (Musiker)

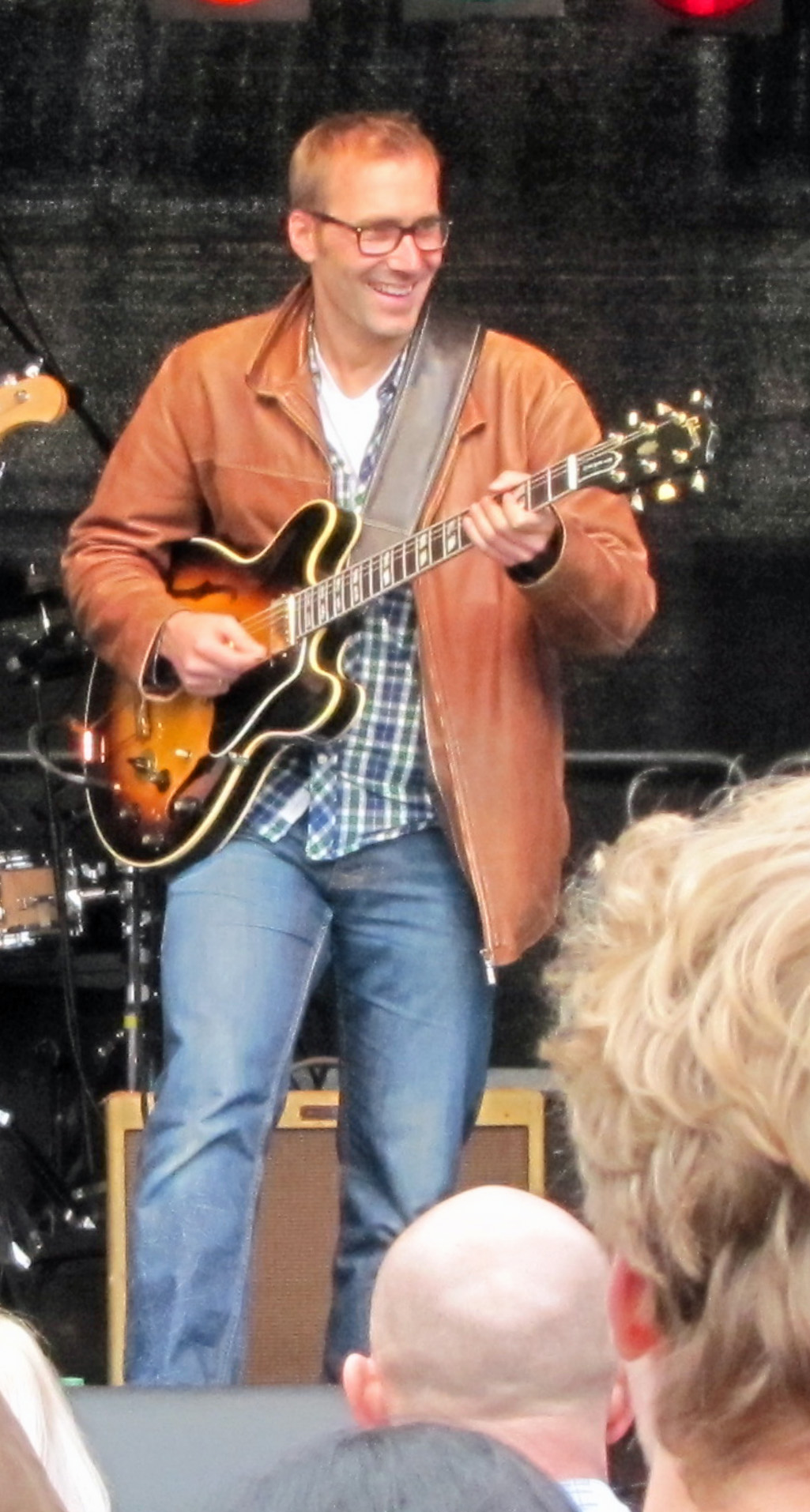
Bruno Müller bei Jazz zum Dritten auf dem Römerberg (2012)

Bruno Müller (* 11. August 1969 in Köln) ist ein deutscher Jazz-Gitarrist.

## Werdegang
Müller wuchs in der Kölner Südstadt auf und begann im Alter von 14 Jahren Gitarre zu spielen. Bereits in der Schulzeit spielte er in einer Jazz-Rockband und nahm schließlich Unterricht bei Norbert Scholly, Peter O’Mara, Scott Henderson und Peter Bernstein.
Mit 24 Jahren begann er sein Jazzgitarrenstudium an der Musikhochschule Köln bei Frank Haunschild, das er 2000 erfolgreich abschloss. Während des Studiums tourte er mit Soulbands und begleitete Künstler wie Jennifer Rush oder The Weather Girls. Müller ist auf dem ersten Album von Stefan Raab mit dem Titel Get Ready zu hören. Mit ihm produzierte er außerdem zahlreiche Werbejingles.
2000 gründete er zusammen mit Christian von Kaphengst (Bass), Frank Lauber (Saxophon) und Guido May (Schlagzeug) die Band „Café du Sport“. Das Jazzquartett absolvierte im Auftrag des Goethe-Instituts Tourneen nach Indien, Pakistan, in die Türkei sowie nach Westafrika (Senegal, Benin, Togo, Elfenbeinküste, Ghana, Nigeria) und Kamerun. Er war 2001 Mitglied der Band Heavytones und ist auf Stefan Raabs Album Wir kiffen! zu hören. Mit der Band war er 2018 Teil der Shows Stefan Raab Live! sowie 2020 und 2021 des Free European Song Contest. 
Von 2007 bis 2014 war er Gitarrist der isländischen Band Mezzoforte. Mit Inner Back Home veröffentlichte er 2016 sein erstes Album als Solokünstler, auf dem auch Jeff Cascaro, Till Brönner, Joo Kraus und Max Mutzke zu hören sind. Unter anderem stand er auch mit Joe Sample auf der Bühne.
Des Weiteren war er 2002 bis 2004 Dozent für Jazzgitarre an der Johannes Gutenberg-Universität in Mainz. Seit 2009 ist er auch an der Hochschule für Musik und Tanz in Köln tätig.